# Комаров, Владимир Сергеевич
Влади́мир Серге́евич Комаро́в (28 июля 1916, Москва — 20 августа 1982, Москва) — советский оператор и режиссёр неигрового кино, фронтовой кинооператор в годы Великой Отечественной войны. Заслуженный деятель искусств РСФСР (1976).

## Биография
Родился в Москве в рабочей семье. Отец работал в железнодорожных мастерских, мать — на фабрике «Ява».
 Обучался на операторском факультете ВГИКа. 
После окончания института в 1939 году принят ассистентом оператора на Московскую студию кинохроники (с 1940 года — Центральная студия кинохроники). В ноябре 1940 года был призван на службу в Красную армию. С апреля 1941 года состоял в киногруппе Главного политуправления РККА, также в должности ассистента оператора.
На следующий день после начала войны включён во фронтовую киногруппу и уже 24 июня вместе с В. Ешуриным, А. Николаевичем и С. Школьниковым отправлен на Западный фронт. В составе 33-й армии в группе В. Ешурина с октября 1941 года принимал участие в Битве за Москву, снимал оборонительные операции на малоярославецком и можайском направлениях, с декабря 1941 года — наступательные операции под Москвой. С мая 1942 года также ассистентом снимал боевые действия Ржевско-Сычёвской, Ржевско-Вяземской, Спас-Деменской наступательных операций. 
Ельнинско-Дорогобужская операция стала для него последней, из-за развившейся тяжёлой болезни лёгких в сентябре 1943 года был отозван из фронтовой киногруппы и до середины 1944 года находился в распоряжении студии кинохроники в Москве. С июля 1944 года — Крымском корпункте ЦСДФ в Ялте, где пробыл до декабря 1945 года. В июне 1949 года был тарифицирован оператором. В 1950—1952 годах был на венгерском корпункте ЦСДФ в Будапеште. Проработал на студии до 1976 года. 
Кроме фильмов является автором сюжетов для кинопериодики: «На защиту родной Москвы», «Наш край», «Новости дня», «Пионерия», «Ровесник», «Советский спорт», «Советское кино», «Союзкиножурнал», «Страна Советская», а также кинолетописи. 
Член ВЛКСМ с 1931 года, член ВКП(б) с 1952 года, член Союза кинематографистов СССР (Москва) с 1957 года.

### Семья
- жена — Вера Михайловна Комарова, работала на ЦСДФ (1937—1947)[комм. 1], в киноотделе Академии Медицинских наук СССР (1948—1950)[1].

## Фильмография
- 1941 — Оборона Тулы
- 1942 — Разгром немецких войск под Москвой (в соавторстве)
- 1943 — Битва за нашу Советскую Украину (в соавторстве)
- 1945 — Возрождённый Крым (в соавторстве)
- 1947 — Великий всенародный праздник (в соавторстве)
- 1947 — На родину! (в соавторстве)
- 1949 — XXXII Октябрь (в соавторстве)
- 1949 — Воздушный парад (в соавторстве)
- 1949 — Спортивная слава (в соавторстве)[11]
- 1951 — Мы за мир (СССР—ГДР) (в соавторстве)
- 1953 — В Домбайской долине (совместно с Н. Генераловым, А. Кочетковым, Г. Серовым, В. Фроленко)
- 1953 — Великое прощание (в соавторстве)
- 1953 — Финские футболисты в СССР (в соавторстве)
- 1954 — «Жиронда» (Франция) — «Динамо» (Москва) (в соавторстве)[12]
- 1954 — Месяц в Советском Союзе (совместно с Е. Федяевым, В. Усановым)[13]
- 1954 — Пробуждённая степь (совместно с Б. Небылицким)[14]
- 1954 — Футбол СССР — Венгрия (в соавторстве)[15]
- 1955 — Глазами датчан
- 1955 — Датская делегация в СССР (совместно с В. Штатландом)[16]
- 1955 — Международные соревнования легкоатлетов (в соавторстве)
- 1955 — Международные соревнования по плаванию (совместно с А. Греком, В. Скоробогатовой, А. Хавчиным)[17]
- 1955 — Миссия доброй воли (в соавторстве)[18]
- 1955 — Плавание
- 1955 — Советские моряки в Англии (совместно с В. Штатландом)[19]
- 1955 — Спортсмены одного корабля (совместно с С. Киселёвым)[20]
- 1956 — В гостях у финских друзей (совместно с А. Щекутьевым)
- 1956 — Правительственная делегация ГДР в Москве (совместно с Б. Макасеевым, Б. Шером)
- 1956 — Праздник советской авиации (в соавторстве)
- 1956 — Пребывание парламентской делегации Индонезии в СССР (совместно с Е. Мухиным, Е. Федяевым)
- 1956 — Пребывание президента Сирии в СССР (в соавторстве)
- 1956 — Спартакиада народов СССР. Многодневная велогонка (совместно с Б. Макасеевым)[21]
- 1956 — Чемпионы спартакиады Советской России (в соавторстве)[22]
- 1956 — Шахиншах Ирана в Советском Союзе (в соавторстве)
- 1957 — В братской Монголии
- 1957 — В Будапеште (совместно с Л. Котляренко)[23]
- 1957 — Вьетнам принимает гостя (совместно с Л. Котляренко)[24]
- 1957 — К. Е. Ворошилов в братской Монголии (совместно с Л. Котляренко)[25]
- 1957 — К событиям в Венгрии
- 1957 — Мы подружились в Москве (в соавторстве)
- 1957 — На земле свободной Индонезии (совместно с Л. Котляренко)[26]
- 1957 — Наша дружба навеки (совместно с Л. Котляренко)[27]
- 1957 — Посланцы братской Венгрии в СССР (совместно с С. Киселёвым, Л. Котляренко)[28]
- 1957 — Репортаж из Венгрии (совместно с Л. Котляренко)[29]
- 1958 — Белое золото нашей страны (в соавторстве)
- 1958 — Богатая осень (в соавторстве)[30]
- 1958 — Международные соревнования по академической гребле СССР — США (совместно с А. Шмаковым, И. Грачёвым, А. Щекутьевым, Л. Зайцевым)[31]
- 1958 — Новый день техники (в соавторстве)
- 1958 — Первая сессия Верховного Совета СССР пятого созыва (в соавторстве)
- 1958 — Пою моё отечество (в соавторстве)
- 1958 — Пять рук человечества (в соавторстве)
- 1958 — Таиландские парламентарии в СССР (совместно с Б. Шером)[32]
- 1958 — Торжество братства и дружбы (совместно с Г. Земцовым, В. Ходяковым)[33]
- 1959 — Дерево дружбы (совместно с Л. Котляренко)[34]
- 1959 — Министр земледелия США в СССР (совместно с А. Савиным, Л. Михайловым)[35]
- 1959 — На старте легкоатлеты (в соавторстве)
- 1959 — Парламентская делегация Гвинейской республики в Советском Союзе (совместно с В. Усановым)[36]
- 1960 — А. И. Микоян в Кубинской республике (совместно с О. Лебедевым)
- 1960 — В атмосфере доверия и взаимопонимания (совместно с А. Зенякиным, П. Касаткиным, М. Прудниковым, К. Станкевичем)[37]
- 1960 — Вива, Куба (совместно с О. Лебедевым и операторами иностранной хроники)[38]
- 1960 — Люди смелых дерзаний (в соавторстве)[39]
- 1960 — Четверо отважных (совместно с О. Лебедевым)[40]
- 1961 — Встречи в Марокко (совместно с П. Касаткиным)
- 1961 — Добрые вести (совместно с Г. Серовым, В. Усановым)[41]
- 1961 — Дружественный визит в Гану (совместно с П. Касаткиным)
- 1961 — Здравствуй, Гвинея! (совместно с П. Касаткиным)[42]
- 1961 — Парламентарии ОАР — гости СССР (совместно с О. Лебедевым)[43]
- 1961 — Я и ты (в соавторстве)
- 1962 — В едином строю к великой цели (спецвыпуск; совместно с О. Лебедевым)[44]
- 1963 — Визит Л. И. Брежнева в Афганистан (совместно с А. Воронцовым)[45]
- 1963 — Визит Л. И. Брежнева в Иран (совместно с А. Воронцовым)[46]
- 1963 — Март — апрель (совместно с И. Горчилиным)[47]
- 1963 — Мы на Волге живём (совместно с А. Колошиным)[48]
- 1964 — Визит в дружественный Афганистан[49]
- 1964 — Это — Занзибар (совместно с А. Кочетковым)
- 1965 — Репортаж из ДРВ
- 1966 — Меконг в огне (совместно с О. Арцеуловым)[50]
- 1967 — Приметы времени (совместно с И. Горчилиным)[51]
- 1968 — Камбоджа в огненном кольце (совместно с О. Лебедевым, О. Арцеуловым)
- 1970 — Визит Н. В. Подгорного в Иран (совместно с В. Трошкиным)[52]
- 1970 — Партизанские тропы Анголы (совместно с Ю. Егоровым)[53]
- 1971 — Горячий ветер свободы (совместно с О. Лебедевым)[54]
- 1971 — К северу от Замбези (совместно с Ю. Егоровым)[55]
- 1972 — Визит в СССР президента Пакистана (совместно с И. Галиным)[56]
- 1972 — Земля и на ней человек (совместно с О. Лебедевым)[57]
- 1972 — Праздник в Иране[58]
- 1974 — Художники вокруг нас (совместно с М. Прудниковым)

Режиссёр
- 1953 — Сельские спортсмены (также автор сценария совместно с
- 1955 — Спортсмены одного корабля (совместно с С. Киселёвым)
- 1963 — Это — Занзибар
- 1966 — Меконг в огне (также автор сценария)
- 1968 — Камбоджа в огненном кольце
- 1970 — Партизанские тропы Анголы
- 1971 — Горячий ветер свободы
- 1971 — К северу от Замбези
- 1972 — Земля и на ней человек
- 1972 — Праздник в Иране
- 1974 — Селигер, любовь моя и тревога[59]

## Награды
- медаль «За отвагу» (28 августа 1942)[8];
- медаль «За оборону Москвы» (1944)[1];
- орден «Знак Почёта» (1967)[10];
- орден «Знак Почёта» (1970)[10];
- заслуженный деятель искусств РСФСР (31 декабря 1976)[2];
- медали СССР[10].

## В воспоминаниях коллег
Встреча с В. Комаровым на съёмке во Дворце культуры ЗИЛ в начале 1960 годов предопределила приход Рустама Мамина в документалистику, о чём кинорежиссёр пишет в своей книге «Память сердца».

## Комментарии
1. ↑  Чтобы поддерживать мужа, только перенёсшего болезнь и откомандированного на корпункт ЦСДФ в Ялте, В. М. Комарова оформилась помощником оператора, но с 1 августа 1945 года была освобождена от работы из-за отсутствия специального образования (хотя должность помощника не требовала наличия специального образования)[1].